# Себастіан Борнау
Себастіан Борнау (нід. Sebastiaan Bornauw, нар. 22 березня 1999) — бельгійський футболіст, захисник англійського клубу «Лідс Юнайтед».

## Клубна кар'єра
Борнау є вихованцем академії «Андерлехта». З сезону 2017/18 залучався до тренувань з основною командою.
28 липня 2018 року дебютував у Лізі Жюпіле в поєдинку проти «Кортрейка», вийшовши на поле в стартовому складі і провівши весь матч.
6 серпня 2019 року Борнау перейшов у «Кельн», підписавши з клубом п'ятирічний контракт. 20 жовтня 2019 року в матчі проти «Падерборна» відзначився першим забитим м'ячем у Бундеслізі. У першому ж сезоні в «Кельні» закріпився у стартовому складі команди, ставши одним із ключових гравців клубу.

## Виступи за збірні
З 2015 року Борнау був гравцем юнацьких збірних Бельгії різних вікових категорій. З командою до 17 років взяв участь у юнацькому чемпіонаті Європи 2018 року в Англії. На турнірі зіграв всі три зустрічі, але разом зі збірною не зміг вийти з групи.
Влітку 2019 року Себастіан у складі молодіжної збірної поїхав на чемпіонат Європи серед молодіжних команд, який відбувся в Італії. У другому матчі в групі проти Іспанії він відзначився голом на 24-й хвилині, проте його команда поступилася 1:2 і втратила шанси на вихід з групи.
| Дата       | Місто    | Господарі | Результат | Гості        | Турнір            | Голи | Примітки |
| ---------- | -------- | --------- | --------- | ------------ | ----------------- | ---- | -------- |
| 8-10-2020  | Брюссель | Бельгія   | 1 – 1     | Кот-д'Івуар  | товариський матч  | -    | 78' 86'  |
| 11-11-2020 | Левен    | Бельгія   | 2 – 1     | Швейцарія    | товариський матч  | -    | 90'      |
| 29-3-2022  | Брюссель | Бельгія   | 3 – 0     | Буркіна-Фасо | товариський матч  | -    |          |
| 24-3-2023  | Гетеборг | Швеція    | 0 – 3     | Бельгія      | Відбір до ЧЄ 2024 | -    | 85'      |
| Усього     |          | Матчів    | 4         |              | Голів             | 0    |          |

## Особисте життя
Агентом гравця є відомий у минулому футболіст збірної Бельгії Даніель ван Бюйтен.